# Viktimologie
Viktimologie je odvětví kriminologie,[zdroj?] které se zabývá oběťmi trestných činů, jejich typologií a předpoklady stát se obětí trestného činu (viktimností).[zdroj?] Proces, kterým se člověk stává obětí trestného činu, se nazývá viktimizace. Viktimologie se také snaží předcházet obviňování oběti.
Stejně tak se viktimologie věnuje problematice obětí z hlediska jejich vyrovnávání se s činem, který na nich byl spáchán, a s jejich možným zapojením do procesu odhalování kriminality. Z tohoto pohledu je důležitou součástí tzv. restorativní justice a tvorby trestní politiky.

## Předmět viktimologie
Viktimologie zkoumá zejména následující jevy:
- osoba oběti (její biologické, psychické a sociální vlastnosti)
- vztahy mezi obětí a pachatelem
- proces viktimizace (zejména role oběti v něm)
- role oběti v procesu odhalování, vyšetřování a soudního projednávání věci
- pomoc oběti, způsoby jejího odškodnění a rehabilitace
- ochrana občanů před viktimizací